# Carolina Mudcats
Die Carolina Mudcats sind ein Minor-League-Baseball-Team in Zebulon, North Carolina. Sie spielen in der Central Division der Low-A East und sind das Low-A-Farmteam des Major-League-Baseball (MLB) Franchise Milwaukee Brewers.
Bis zu ihrem Umzug im Jahr 2012 spielten die Mudcats unter verschiedenen Namen in Kinston. Bei seinem Umzug übernahm das Team den Namen des vorherigen Zebuloner Teams, welches seine Spielstätte nach Pensacola (Florida) verlegte und dort nun unter dem Namen Pensacola Blue Wahoos spielt.

## Geschichte

### Baseball in Kinston
Seit Mitte der 1920er-Jahre geb es der professionelle Baseball in Kinston. Eine Abstimmung der Bewohner der Stadt Kinston fiel 1925 auf den Namen Kinston Eagles, welchen der Besitzer des Teams übernahm. Aufgrund der Weltwirtschaftskrise und den daraus folgenden finanziellen Schwierigkeiten konnte sich das Team und die Liga jedoch nicht lange behaupten. Nur der Name blieb erhalten und wurde für über 50 Jahre in verschiedenen Versuchen genutzt, ein Team in Kinston zu etablieren. Seit 1949 spielen die Kinstoner Teams im Grainger Stadium.
Aus dieser Zeit stammen auch die ersten Verbindungen zu den Major League Teams. So nutzten die St. Louis Cardinals (1937–1939), die Pittsburgh Pirates (1956–1957, 1962–1967) und die New York Yankees (1968–1973) das Team in Kinston, welches seit 1956 in der Carolina League spielt, als Ausbildungsstätte. Im Jahr 1974 einigten sich die Eagles auf eine Zusammenarbeit mit den Montreal Expos. Im Zuge dessen änderten die Eagles ihren Namen zu den Kinston Expos. Die folgende Saison war mit nur 38 Siegen die schlechteste der Vereinsgeschichte. Auch die Zuschauerzahlen gingen in dieser Saison drastisch zurück, was dazu führte, dass sich das Team am Ende der Saison auflöste. Erst vier Jahre später, im Jahr 1978, trat das Team wieder unter dem alten Namen Kinston Eagles an.
Im darauffolgenden Jahr schlossen Kinston und die das neue Expansion Team der Major League Baseball, die Toronto Blue Jays, einen siebenjährigen Ausbildungsvertrag für junge Spieler. Kinston spielte die nächsten drei Jahre unter dem Namen Kinston Blue Jays. Nach einem Besitzerwechsel im Jahr 1983 sowie einem Streit dieser mit den Verantwortlichen der Toronto Blue Jays zog das MLB-Franchise seine Unterstützung zurück, sodass das Kinston erneut als unabhängiges Team starten musste.
Der Wechsel in das Farmsystem der Cleveland Indians 1987 brachte endlich die gewünschte Stabilität. Für fast 25 Jahre pflegten die nach dem Major League Team benannten Kinston Indians und die Cleveland Indians eine erfolgreiche Partnerschaft. Kinston erreichte in dieser Zeit 17 Mal die Play-offs und gewann fünf Carolina League Meisterschaften. (1989, 1991, 1995, 2004, 2006) Die sieben aufeinanderfolgenden Play-off-Teilnahmen zwischen 2001 und 2007 stellte dem bisherigen Rekord der Burlington Bees (5) in der Carolina League ein. Gleichzeitig durchliefen Spieler wie Jim Thome (Hall of Fame 2018,  5× All-Star), Manny Ramirez (12× All-Star), CC Sabathia (6× All-Star) und Bartolo Colón (4× All-Star) die Kinston Indians auf ihrem Weg in die Major Leagues.

### High-A Mudcats
Im Zuge der Versuche des Unternehmers Quint Studer, ein Double-A Baseball Team in seiner Heimatstadt Pensacola (Florida) anzusiedeln, kam es im Jahr 2012 zu mehreren Umzügen von Teams. So kaufte Studer das ehemalige Carolina Mudcats Team, inklusive dessen Double-A Startrechtes und zog dieses 2012 als Pensacola Blue Wahoos nach Florida um. Zeitgleich verpflichtete er sich, gegenüber der Stadt Zebulon, für einen Ersatz des Teams zu sorgen. Dies tat er durch Absprachen mit dem Besitzer der Kinston Indians, welcher diese als Ersatz für die Carolina Mudcats nach Zebulon umsiedelte und den Namen und die Farben des alten Teams übernahm. Das Team spielte weiterhin in der High-A Carolina League. Kinston erhielt mit den Down East Wood Ducks erst durch die Erweiterung der Carolina League im Jahr 2017 wieder ein Baseballteam. Die Cleveland Indians setzten die Partnerschaft mit Carolina Mudcats noch zwei weitere Jahre fort, bevor sie das Franchise an die Atlanta Braves übergaben.
Nach Ablauf des auf zwei Jahre beschränkten Ausbildungsvertrages beendeten die Braves und die Mudcats ihre Zusammenarbeit. An deren Stelle als MLB Partnerteam traten zunächst die Milwaukee Brewers, bevor diese im Oktober 2017 dem Besitzer Steve Bryant das Franchise abkauften und unter gleichem Namen in das eigene Farmsystem eingliederten.

### Low-A Mudcats
Nach der durch die COVID-19-Pandemie zunächst unterbrochenen und am 30. Juni letztendlich abgesagten Saison 2020 übernahm die Major League Baseball die Kontrolle über die Minor Leagues. Durch die Neuordnung der Ligenstruktur, um Kosten und Reisestrecke einzusparen, wurden die Wisconsin Timber Rattlers in die High-A Central Liga eingegliedert, welche die Carolina League ablöst. Um die Mudcats dennoch im Farmsystem behalten zu können, stuften die Brewers diese in die Low-A Klasse herunter und gliederten sie in die Central Division der Low-A East Liga ein. Ihr Debüt in der Low-A East gewannen die Mudcats am 4. Mai gegen die Fayetteville Woodpeckers mit 6–5.

## Farmsystem der Milwaukee Brewers
Die Carolina Mudcats sind Teil des Ausbildungskonzeptes für junge Spieler bei den Milwaukee Brewers. Jüngere Spieler, welche gerade erst die High-School abgeschlossen haben oder qualitativ noch nicht so weit fortgeschritten sind, beginnen ihre Karriere meist in den Rookie Ligen oder auf diesem Level, bevor sie nach ein paar Jahren das Feld für die Wisconsin Timber Rattlers (High-A) betreten. Bei guten Leistungen für die Timber Rattlers können sich die jungen Spieler für Einsätze beim Double-A Team (Biloxi Shuckers) oder dem Triple-A-Team (San Antonio Missions) der Brewers empfehlen, um so ihre Karriere in Richtung der Major League Baseball voranzutreiben.